# Памятники Тулы

В Туле много разнообразных памятников, как великим деятелям, так и событиям. Поскольку Тула всегда являлся городом, прославившимся своим оружием, городом-героем, то здесь находятся много памятников, посвященных тульским умельцам, а также солдатам и событиям Великой Отечественной войны.
Ниже представлен список памятников и мемориалов города Тулы, включая утраченные (выделены курсивом).
| Персонаж                                   | Год установки | Местоположение                                                      | Авторы (скульпторы; архитекторы)                                                      | Фото | Примечания |
| ------------------------------------------ | ------------- | ------------------------------------------------------------------- | ------------------------------------------------------------------------------------- | ---- | --- |
| Петр I                                     | 1912          | ул. Советская, перед зданием управления Тульского оружейного завода | скульптор Роберт Бах                                                                  |      | Памятник был установлен на территории завода, но в 1962 году был перенесен в сквер перед зданием управления завода и стал доступен для обозрения всем желающим. |
| Лев Толстой                                | 1973          | пр-т Ленина, напротив МФЛ Ликерка Лофт                              | В. И. Буякин                                                                          |      | Открытие было приурочено к 145-летию со дня рождения Льва Толстого |
| Монумент тулякам – Героям Советского Союза | 1967          | сквер между домами № 61 и 63 по пр-ту Ленина                        | скульптор: С. С. Семёнов, архитекторы: Н. И. Громов и П. М. Зайцев                    |      | |
| Левша                                      | 2010-е        | ул. Советская, рядом с ОАО Туламашзавод                             |                                                                                       |      | |
| Всеволод Руднев                            | 1956          | площадь адмирала Руднева                                            | архитектор — А. Я. Кольцов, скульптор — И. Г. Онищенко                                |      | Является охраняемым объектом культурного наследия федерального значения. |
| Катюша                                     | 1990-е        | ул. Пролетарская, рядом с ТРЦ Рио                                   |                                                                                       |      | |
| Князь Владимир                             |               | ул. Мосина, на территории храма св. Владимира                       |                                                                                       |      | |
| Владимир Ленин                             |               | пл. Ленина                                                          |                                                                                       |      | |
| Хвост                                      | 2008          | пр-т Ленина, д. 84, перед корпусом № 2 ТулГУ                        | архитектор — Губанов                                                                  |      | Памятный знак выполнен в виде фигурки дракона с книгой в передних лапах, у которого отсутствует часть хвоста. Фигура установлена на цилиндрический постамент с надписью «ХвоSтовNET». То есть данный объект символизирует отсутствие учебных задолженностей у студентов, в просторечии называемых «хвостами». |
| Сергей Есенин                              | 1995          | ЦПКиО им. П. П. Белоусова                                           | скульптор А.Бичуков, архитектор П.М.Зайцев                                            |      | Установлен в честь столетия поэта, который часто бывал в Туле и любил Белоусовский парк. |
| Памятник В. В. Вересаеву                   | 1958          | при входе в Центральный парк со стороны улицы Первомайской          | архитекторы — Г. И. Гаврилов, Е. И. Кутырев, скульпторы — А. С. Рабин, Т. Р. Полякова |      | Является охраняемым объектом культурного наследия федерального значения |
| Александр Пушкин                           | 1899          | пр-т Ленина, Пушкинский сквер                                       | скульптор Роберт Бах                                                                  |      | Старейший памятник Тулы, установлен 27 мая 1899 года в ознаменование 100-летней годовщины поэта. Бронзовая скульптура в виде бюста, отлитая на петербуржской фабрике К. А. Берто. Изначально находился на другой стороне Киевской улицы (пр-та. Ленина), на территории нынешнего сквера перед драматическим театром, который назывался Пушкинским. В 1950 году, в связи с постройкой кинотеатра «Центральный» Пушкинский сад значительно уменьшился в размерах, а в 1970 году, в связи со строительством театра старый Пушкинский сад был ликвидирован, бюст перенесли через дорогу в Гоголевский сквер, который и стал называться Пушкинским. В 1999 году бюст Пушкина был отчищен от многолетних слоев краски. |
| Героическим защитникам Тулы в 1941 году    | 1968          | пл. Победы                                                          |                                                                                       |      | Установлен в память о 45 днях и ночах обороны города Тулы во время Великой Отечественной войны с Вечным огнём. |
| Сергей Мосин                               | 1958          | ул. Металлистов, сквер перед Оружейным заводом                      | архитектор — А. А. Заварзин, скульптор В. Мухина                                      |      | Является охраняемым объектом культурного наследия федерального значения. |
| Никита Демидов                             | 1996          | ул. Октябрьская, рядом с Николо-Зарецким храмом.                    | архитектор — П. М. Зайцев, скульптор — А. И. Чернопятов.                              |      | Установлен в рамках празднования 300-летие основания металлургического завода Демидовых, 400-летие тульского казённого оружейного производства, 340 лет со дня рождения Никиты Демидова. |
| Труду и Обороне                            | 1935          | пл. Челюскинцев (ныне пл. Крестовоздвиженская)                      | скульпторы С. Попов, М. Листопад                                                      |      | Был установлен на месте разрушенного Крестовоздвиженского храма. Скульптурная композиция первоначально состояла из 5 фигур. Постамент с красноармейцем являлся одновременно трибуной и был декорирован барельефом на тему мирного труда советских граждан. Он был украшен цитатой Сталина: «Мы стоим за мир и отстаиваем дело мира. Но мы не боимся угроз и готовы ответить ударом на удар поджигателей войны». Памятник был уникальным образцом соцреализма и, по всей видимости, не имел аналогов в стране. Долгое время он был одним из символов Тулы. Однако, сделанный из непрочных материалов, памятник быстро разрушался. Сначала исчезла одна из фигур, и к середине 1950-х их осталось 4: красноармеец с винтовкой, девушка с поднятой рукой, студент с глобусом и пионер с горном. Красноармеец простоял до 1989 года, когда его демонтировали. |
| Иван Павлов                                | около 1950    | ул. Первомайская, возле центрального входа в Ваныкинскую больницу   |                                                                                       |      | Многие туляки полагали, что в гипсовой фигуре запечатлен нарком здравоохранения Н. А. Семашко. Бытовало также мнение, что фигура изображает великого российского хирурга Н. И. Пирогова. Памятник имел точное портретное сходство с известным тульским хирургом Владимиром Федоровичем Дагаевым (1872—1958), которого также олицетворяли с памятником. Все домысли возникали из-за того, что никакой таблички, указывающей на личность человека, сидящего в кресле не было. К середине 2000-х, созданный из гипса монумент сильно обветшал. Ранее косметический ремонт делался на средства самой больницы, хотя на балансе этого учреждения он не находился. На восстановление памятника, как и на ремонт собственных корпусов, у больницы не было. В связис этим в 2003 году памятник демонтировали, а на его место появилась стоянка.                   |
| Мемориал «Защитникам неба Отечества»       | 2015          | пос. Горелки                                                        |                                                                                       |      | Расположен при въезде в город Тула со стороны Заречья по Московскому шоссе и возведен к 71 годовщине победы над фашизмом во Второй мировой войне. В композиции мемориала использован сюжет уничтожения советским истребителем Ла-5 немецкого самолёта-разведчика Фокке-Вульф 189. |
| Юным тулякам-оружейникам                   | 2018          | перед зданием «Туламашзавода» на улице Мосина                       | скульптор Ю. А. Уваркин                                                               |      | |
| Василию Петровичу Грязеву                  | 2019          | микрорайон Зеленстрой-2, ул. Конструктора Грязева                   | автор — заслуженный архитектор Э. В. Ерзовский; архитектор Л. И. Копыловский          |      | Скульптурная композиция конструктору автоматического артиллерийского и стрелкового оружия, почетному гражданину Тулы и Тульской области, лауреату двух Государственных премий СССР, Герою Социалистического труда Василию Петровичу Грязеву представляет собой бронзовый монумент с барельефом: в верхней части расположен щит (геральдический символ, олицетворяющий тему обороны), в центре — портрет В. П. Грязева, в основании — композиция из оружия и знамён, приспущенных в знак поклонения и признательности. |
| Экипажу танка Т-34                         | 2020          | Могилёвский сквер                                                   | автор — член Союза художников России Андрей Сулин                                     |      | Памятник в честь 32-й танковой бригады из Владимира, участвовавшей осенью 1941 года в обороне Тулы. Монумент выполнен в виде четырёх ростовых фигур танкового экипажа с использованием в постаменте подлинных фрагментов брони и ходовой части танка «Т-34», обнаруженных поисковиками в Поныровском районе Курской области в 2019 году. |